# 杜景福
杜景福（英語：To King Fuk Sidney，1952年6月14日—）是一名出生於香港的塞席爾共和國外交官，現為駐華大使館公使及駐上海總領事館的代理館長。

## 經歷
杜景福畢業於北角官立小學，中學畢業于九龍工業學校，大學預科畢業于九龍總商會學校。專上教育是社會工作，畢業於香港社會工作訓練學院(其後合併香港理工大學為社會工作系)。工作六年後1982年獲得柏立基爵士奬學金保送赴英國百拉福大學(Bradford University)深造，獲頒文學碩士學位(MA)。
返港後依獎學金規定從事社會工作服務及教育工作一段時間。
其後申請往國內湖北中醫藥大學攻讀中醫學課程，以六年時間完成中醫學碩士及博士學位課程。師從全國名老中醫邱幸凡教授及著名中醫教育家張六通教授。研究主題是中醫基礎理論之皇帝內經。與友人合著易學解析一書(重慶出版社出版，書號：9648-8，2009.11）

## 外交官事業
杜景福於1996年加入位於印度洋的塞席爾共和國成為公民，任職財政部，被派往香港為該國駐港商務專員（Trade Commissioner）；2007年調往外交部出任參贊,  派往北京協助首位駐華大使籌建大使館；之後協助成立駐香港領事館，推薦一位傑出商界精英擔任名譽領事一職。2010 獲調升為公使銜參贊；2014年再升為塞席爾共和國駐華大使館公使，籌辦開設了駐上海總領事館，並兼任代理館長一職。